# Kanton Lucé
Der Kanton Lucé ist seit 1982 ein französischer Wahlkreis im Arrondissement Chartres, im Département Eure-et-Loir und in der Region Centre-Val de Loire. Hauptort (chef-lieu) des Kantons ist Lucé. Vertreter im conseil général des Départements ist seit 2006 Xavier Roux (PS, seit 2015 DVG); mit ihm seit 2015 Marie-Pierre Lemaître-Lezin (ebenfalls DVG).

## Gemeinden
Der Kanton besteht aus sechs Gemeinden mit insgesamt 27.704 Einwohnern (Stand: 1. Januar 2022) auf einer Gesamtfläche von 52,40 km²: 
| Gemeinde          | Einwohner 1. Januar 2022 | Fläche km² | Dichte Einw./km² | Code INSEE | Postleitzahl |
| ----------------- | ------------------------ | ---------- | ---------------- | ---------- | ------------ |
| Amilly            | 1.823                    | 20,01      | 91               | 28006      | 28300        |
| Barjouville       | 1.755                    | 4,1        | 428              | 28024      | 28630        |
| Cintray           | 470                      | 4          | 118              | 28100      | 28300        |
| Fontenay-sur-Eure | 1.180                    | 13,8       | 86               | 28158      | 28630        |
| Lucé              | 15.658                   | 6,06       | 2.584            | 28218      | 28110        |
| Luisant           | 6.818                    | 4,43       | 1.539            | 28220      | 28600        |
| Kanton Lucé       | 27.704                   | 52,40      | 529              | 2812       | –            |

Bis zur landesweiten Neuordnung der französischen Kantone im März 2015 gehörten zum Kanton Lucé die drei Gemeinden Amilly, Cintray und Lucé. Sein Zuschnitt entsprach einer Fläche von 30,07 km2. Er besaß vor 2015 einen anderen INSEE-Code als heute, nämlich 2829.